# Simone Cargnoni
Simone Cargnoni (Brescia, 28 febbraio 1984) è un fotografo e fotoreporter italiano.

## Biografia
Simone Cargnoni cresce a Treviso Bresciano, borgo montano della Valle Sabbia, in provincia di Brescia. Finite le scuole superiori si trasferisce per frequentare un corso di laurea in Sociologia all'Università di Trento, parallelamente approfondisce l’interesse per la fotografia ed il video, sviluppando un metodo di osservazione tipico del reportage.
Nella città trentina inizia a lavorare con Jump cut, casa di produzione cinematografica indipendente che ha come obiettivo la produzione di film d’autore e sperimentali. Presenta al Trento Film Festival del 2011 il suo primo documentario dal titolo Kebab Time, per la rassegna Orizzonti vicini. Parallelamente avvia l'esperienza come fotografo ufficiale nel Wow Tour dei Verdena; gli scatti del tour sono stati utilizzati nel libro Un mondo del tutto differente. La storia di Wow e dei Verdena di Emiliano Colasanti edito da Arcana Edizioni.
Nel 2013 segue i Marlene Kuntz durante il loro 3di3 Tour, documentando il tour italiano in un libro fotografico di 110 scatti accluso alla versione deluxe dell'album Nella tua luce, dove cura anche copertina e booklet. Tratto dall'album come primo singolo, il 21 giugno dello stesso anno, giorno del solstizio d'estate, viene presentato il videoclip del brano Solstizio dov'è regista.
L'anno successivo espone 100 ritratti fotografici al Festival internazionale della Letteratura di Berlino, in collaborazione con i musicisti Luca Lagash Saporiti (Marlene Kuntz) ed Alessandro Cremonesi (La Crus) all’interno dell'installazione per Moleskine. Tra il 2014 ed il 2015 partecipa come fotografo di scena al film documentario Funne. Le ragazze che sognano il mare di Katia Bernardi e al cortometraggio di finzione Non gioco più di Sebastiano Luca Insinga. Inoltre torna a collaborare con i Marlene Kuntz successivamente alla pubblicazione dell'EP Pansonica, che celebra i vent'anni trascorsi dall'uscita dell'album di debutto Catartica e i venticinque dall'anno di fondazione del gruppo; li segue durante il Catartica tour 994/014 dal quale viene tratto poi il docufilm Complimenti per la festa. I Marlene Kuntz e Catartica dove cura anche il booklet.
Il 26 marzo 2016 è ospite del Museo Nazionale della Fotografia di Brescia con la mostra Street Photography, prima di dedicarsi come fotografo di scena al film I’M - Infinita come lo spazio della regista Anne Riitta Ciccone. Nella primavera dello stesso anno parte per una spedizione in terra spagnola che presto lo introduce nel mondo dei tori, incontrando Mario Diéguez, e raccontando attraverso i suoi scatti ciò che succede durante i sette giorni della Feria de Abril di Siviglia. Parte di questo lavoro darà in seguito vita al documentario L'inganno, presentato in anteprima al Biografilm Festival di Bologna nel 2023. Sempre nel corso del 2016 espone a Napoli, Salerno e Trento il progetto fotografico Massimo Pumilia, con la supervisione del collega Mario Spada, fotografo di scena della serie Gomorra. Nel 2017 è fotografo di scena del film documentario La Buona Novella.
Durante l'anno 2018 è fotografo ufficiale del tour italiano ed europeo del cantautore Colapesce. Dall'Infedele Tour nasce il libro fotografico composto da 90 scatti Colapesce & Infedele Orchestra, edito da 42 Records, dove ha immortalato i concerti, i momenti nei backstage e gli spostamenti del cantautore. Nel 2019 è fotografo del concorso nazionale Musica da Bere, dove torna anche nel 2022 per tenere, insieme all'art director Paolo De Francesco, il dibattito Immagine da copertina sulla relazione tra musica ed immagini. Nel corso degli anni oltre ad esser stato fotografo nei tour di Verdena, Marlene Kuntz e Colapesce, ha avuto modo di lavorare anche con vari artisti musicali come Massimo Volume, Uzeda, Bugo, Afterhours.
A marzo del 2020 entra a far parte del collettivo Arcipelago19 ed inizia un lavoro fotografico seguendo la reazione, dal punto di vista sociale, alla pandemia di Covid19 in provincia di Brescia. Una volta ultimato, il progetto prende il nome di Prima il silenzio e viene presentato lo stesso anno nel corso del Linea Festival a Bari.
Un mese dopo lo scoppio del conflitto russo-ucraino del 2022 si reca a Korosten, città situata a 150 km ad ovest di Kiev, per documentare la vita e la distribuzione di cibo, medicinali e beni di prima necessità alla popolazione.
Per la rassegna Montagne e culture presenta al Trento Film Festival 2022 la mostra Il buon pastore.

## Filmografia

### Cinema
- Kebab time, regia di Simone Cargnoni, 2011
- Complimenti per la festa. I Marlene Kuntz e Catartica, regia di Sebastiano Luca Insinga, 2015
- Funne. Le ragazze che sognavano il mare, regia di Katia Bernardi, 2016
- Non gioco più, regia di Sebastiano Luca Insinga, 2016
- I’M. Infinita come lo spazio, regia di Anne Riitta Ciccone, 2017
- La buona novella, regia di Sebastiano Luca Insinga, 2017
- L'inganno, regia di Sebastiano Luca Insinga, 2023

### Videoclip
- Ossitocina, Omid Jazi, 2012[22]
- Solstizio, Marlene Kuntz, 2013

## Mostre
- Please Close Your Eyes, Festival Internazionale della Letteratura, Berlino, 2014
- Street Photography, Museo Nazionale della Fotografia, Brescia, 2016
- Massimo Pumilia, Villa Pignatelli, Napoli, 2016
- Massimo Pumilia, Complesso monumentale di Santa Sofia, Salerno, 2016
- Bochra, Oficina de investigación temporal, Trento, 2018
- Andrea, Blank Wall Gallery, Atene, 2019
- Prima il silenzio, Linea Festival, Ruvo di Puglia, 2020
- Il buon pastore, Trento Film Festival - Spazio SASS, Trento, 2022
- Senza te, Museo storico del Trentino, Trento, 2023[23]

## Pubblicazioni
- Un mondo del tutto differente. La storia di Wow e dei Verdena, collettiva, Arcana Edizioni, 2011. ISBN 978-88-62312-15-8
- Marlene Kuntz | 3 di 3, Nella tua luce (deluxe) - Marlene Kuntz, Sony Music, 2014. ISBN 88-83761-31-2
- Colapesce & Infedele Orchestra, 42 Records, 2018.[24]
- CliCiak Scatti di cinema 2018, collettiva, Cineteca Bologna, 2018. ISBN 978-88-99196-63-9
- Oriente Occidente 40 dance festival, Edizioni Osiride, 2020.